# Plagodis incerta
Plagodis incerta är en fjärilsart som beskrevs av Eugen Wehrli 1937. Plagodis incerta ingår i släktet Plagodis och familjen mätare. Inga underarter finns listade i Catalogue of Life.